# Gazométrie artérielle
Pour les articles homonymes, voir GDS.

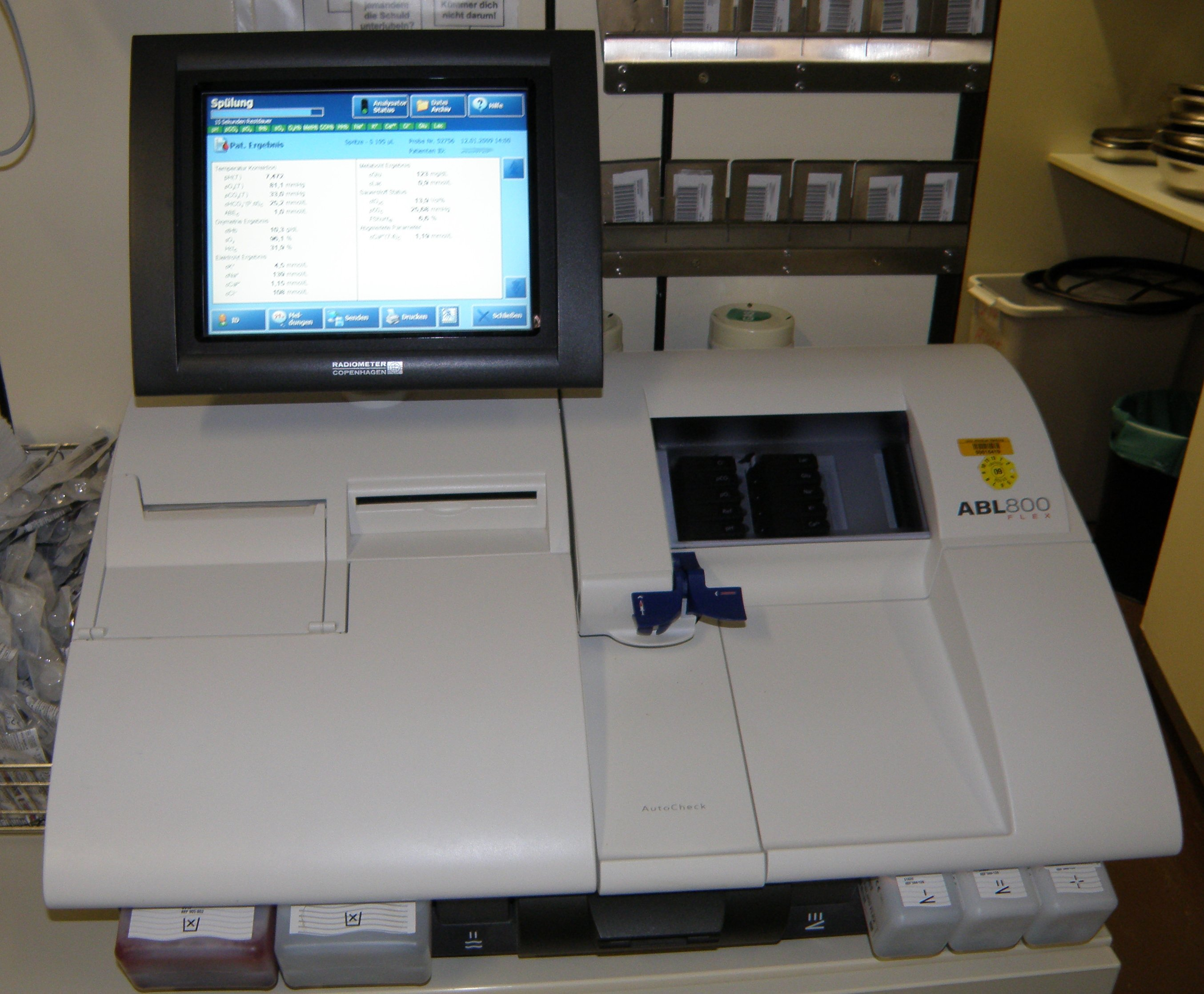
Appareil de mesure des gaz du sang artériel

La gazométrie artérielle (aussi appelée gaz du sang artériel, GDSA ou GDS dans le langage courant) est une mesure de la quantité de gaz, tels que le dioxygène (O2) et le dioxyde de carbone (CO2), dissous dans le sang artériel. Cette analyse nécessite de prélever quelques millilitres de sang dans une artère, le plus souvent l'artère radiale au niveau du poignet ; le prélèvement est parfois réalisé dans un autre site tel que l'artère fémorale (dans le pli de l'aine).
L'analyse consiste à déterminer la pression partielle de dioxygène (PaO2 ou « oxémie »), la pression partielle de dioxyde de carbone (PaCO2 ou capnie) et le pH du sang artériel. On peut aussi calculer la saturation en oxygène (en) (SaO2). Ces paramètres sont d'une importance vitale pour la prise en charge des patients en état critique et/ou atteints de maladies respiratoires, ce qui explique que la gazométrie artérielle soit l'un des examens les plus courants dans les unités de soins intensifs et de réanimation. Dans d'autres environnements de soins, l'oxymétrie de pouls et la mesure transcutanée du taux de dioxyde de carbone peuvent apporter des renseignements similaires.
Un automate de gazométrie mesure également la concentration sanguine en bicarbonates. De nombreux appareils déterminent aussi les concentrations de lactates, d'hémoglobine, de divers électrolytes (kaliémie, calcémie etc.) ainsi que les taux de différentes formes d'hémoglobine (oxyhémoglobine, carboxyhémoglobine, méthémoglobine). La gazométrie artérielle trouve ses applications principales en pneumologie, en médecine d'urgence et en réanimation pour évaluer l'hématose c'est-à-dire les échanges gazeux (appauvrissement en CO2 et enrichissement en O2) à travers la membrane alvéolocapillaire des poumons. Elle a des applications diverses dans d'autres domaines médicaux. Les combinaisons d'anomalies pouvant être difficiles à interpréter, il est possible de recourir à des outils tels que des règles cliniques, des nomogrammes ou encore des calculateurs en ligne pour parvenir au diagnostic à partir du résultat brut de l'analyse.
L'analyse des gaz du sang nécessitait initialement l'acheminement du prélèvement depuis le lit du malade jusqu'au laboratoire. Des équipements plus récents de biologie délocalisée permettent de la réaliser sur les lieux de soins et ainsi de raccourcir les délais d'obtention des résultats.

## Principes
Beaucoup de gaz se dissolvant dans d'autres substances à l'état liquide, le sang contient quelques gaz dissous. La gazométrie artérielle les détecte, ainsi que ceux liés chimiquement aux composants du sang, principalement le dioxygène et le dioxyde de carbone capturés par les hématies.
Les concentrations de gaz du sang donnent des paramètres plasmatiques permettant d'apprécier la fonction respiratoire de l'organisme ainsi que son équilibre acido-basique. Cet examen permet la surveillance de l'hématose du patient.

## Conditions de prélèvement
Les gaz du sang peuvent être dosés dans un prélèvement de sang :
- prélèvement artériel : dans l'artère radiale (au niveau de la partie latérale du poignet) ou dans l'artère fémorale (piqûre dans le pli de l'aine) ;

Ce prélèvement correspond à la très grande majorité des examens demandés. On doit s'assurer que le prélèvement est de bonne qualité. Un prélèvement de bonne qualité est fait rapidement (le débit dans une artère est fort), le remplissage de la seringue est pulsatile (le flux dans une artère est pulsatile), le sang artériel est rouge (si le sang est noir, le sang est probablement veineux sauf en cas d'une cyanose sévère chez le patient)
- prélèvement sur un circuit de dialyse (adaptation du calcium lors des circuits utilisant du citrate) ;
- prélèvement capillaire notamment chez les enfants ;
- prélèvement intra-cardiaque lors d'un cathétérisme droit (Cathéter de Swan-Ganz) ;
- prélèvement veineux mêlé, peu utile ;
- prélèvement veineux périphérique, d'intérêt croissant en dehors du bilan d'une pathologie hypoxémiante

Le prélèvement doit être disposé dans de la glace ou au réfrigérateur pour ralentir la consommation de l'oxygène par les globules rouges et être adressé au laboratoire d'analyse rapidement (en théorie dans les 30 minutes qui suivent le prélèvement lors d'une conservation au frigo ou 10 minutes après ponction sans ces précautions).
Le bouchon de la seringue contient un anticoagulant. Par une action de rotation, le préleveur permet d'homogénéiser le prélèvement et de diminuer le risque de coagulation.
En même temps qu'on mesure la pression partielle exercée par l'O2 (PaO2) et le CO2 (PaCO2) dissous dans le sang, on mesure aussi l'acidité (pH), la concentration en ions bicarbonate ([HCO3-]) ; on calcule selon une courbe théorique la saturation de l'hémoglobine en oxygène (SatO2).
| PO2   | Pression partielle exercée par l'oxygène dissout dans le sang artériel (PaO2) ou veineux (PvO2) |
| PaCO2 | Pression partielle exercée par le dioxyde de carbone dissout dans le sang artériel              |

## Gazométrie artérielle normale
- pH : 7,38-7,42[3] ;
- PaO2 entre 73 et 100 mmHg, elle dépend de l'âge[4] ; une des méthodes de calcul est 105-(age/2) = valeur idéale minimum pour le patient ;
- PaCO2 : 35  à   45 mmHg ;
- Bicarbonates (HCO3−) : 22 à 28 mmol/l ;
- SatO2 (saturation artérielle de l'hémoglobine en oxygène) : 95-100 % ;

La PaO2 et la PaCO2 dépendent aussi de la température centrale du sujet et de l'altitude (c'est-à-dire de la pression atmosphérique) à laquelle est réalisée le prélèvement (facteurs de correction à intégrer avant la mesure).

## Interprétation de la gazométrie artérielle anormale
|                       | Gazométrie | Pathologies |
| --------------------- | --- | --- |
| Acidose respiratoire  | - hypercapnie (PaCO2 > 45) - non compensée : Bicarbonates normaux, pH < 7,35 - partiellement compensée : Bicarbonates augmentés, pH < 7,35 - compensée : Bicarbonates augmentés, pH > 7,35 | - Diminution de la fraction inspirée en O2 (air confiné, altitude, inhalation de gaz hypoxique). - Diminution de la ventilation pulmonaire : traumatisme thoracique, épanchement pleural, syndrome de Pickwick, narcose, emphysème, bronchite chronique obstructive, asthme, insuffisance respiratoire, œdème aigu du poumon, fibrose interstitielle diffuse, diminution du taux d'hémoglobine fonctionnelle, tumeurs cérébrales avec atteinte des centres responsables du contrôle de la respiration. |
| Alcalose respiratoire | - hypocapnie (PaCO2 < 35) - diminution des bicarbonates par diminution de la réabsorption rénale (mécanisme compensateur)                                                                  | - Hyperventilation par hypoxie en altitude. - Hyperventilation sur sepsis - Intoxication par l'aspirine avec augmentation de la commande de la ventilation [réf. nécessaire] - Lésion traumatique d'origine centrale. |
| Acidose métabolique   | - diminution des bicarbonates (HCO3− < 22) - diminution de la PaCO2 par hyperventilation (mécanisme compensateur)                                                                          | - Acidose lactique avec hypoxie. - Acidocétose diabétique. - Pathologie rénale : glomérulopathie, tubulopathie, insuffisance rénale fonctionnelle. - Surcharge en acide exogène (intoxication, médicaments). - Diarrhée profuse (par perte de bicarbonates dans les selles) |
| Alcalose métabolique  | - augmentation des bicarbonates (HCO3− > 26) - augmentation de la PaCO2 par hypoventilation (mécanisme compensateur)                                                                       | - Vomissements importants. - Excès de bicarbonates (notamment iatrogène). - Hyperaldostéronisme. - Hypercorticisme. |

- L'acidose est compensée si le pH demeure ≥ 7,38 et décompensée si pH < 7,38
- L'alcalose est compensée si le pH demeure ≤ 7,42 et décompensée si pH > 7,42
- pH = 6,1+Log([HCO3−]/(0,03xPaCO2)) avec [HCO3−] en mmol/l et PaCO2 en mmHg

L'acidose et l'alcalose peuvent être mixtes (à la fois respiratoire et métabolique).
Toutes ces réactions dépendent de l'équation (double) réversible :
CO2 + H2O ⇔ H2CO3 ⇔ H+ + HCO3−

## Autres paramètres analysés
Selon le type d'appareil utilisé, les gaz du sang permettent aussi d'avoir un aperçu plus rapide (en moins de 5 minutes dès l'analyse) même si moins fiables que les analyses classiques d'autres paramètres.
On peut ainsi mesurer :
- le taux de lactates qui reflète la gravité du patient notamment en cas de choc avec hypoxie tissulaire[5] ;
- le ionogramme sanguin dont la kaliémie utile en urgence en cas d'anomalies ECG, la calcémie utile pour régler un débit de citrate lors d'une hémodialyse au citrate.
- le taux d'hémoglobine.

## Manœuvre d'Allen
Avant de prélever du sang artériel dans l'artère radiale, certains soignants pratiquent la manœuvre d'Allen, manœuvre qui consiste à comprimer les artères radiale et ulnaire au niveau du poignet, à demander au patient de faire des mouvements de pompe avec sa main jusqu'à ce que celle-ci se décolore, puis à relâcher la pression sur l'artère ulnaire en vérifiant que la main se recolore. Cette précaution permet théoriquement de s'assurer que l'artère ulnaire du patient est fonctionnelle et qu'elle peut suppléer l'artère radiale au cas où celle-ci serait lésée lors du prélèvement. Elle est réglementaire en France.
Cependant le test est peu fiable et ne permet pas de prédire la survenue d'une ischémie après ponction. Sa réalisation systématique n'est pas préconisée par tous les experts.